# 斑腹蝇象
斑腹蝇象（学名：Hyllus diardi）为跳蛛科蝇象属的动物。分布于越南以及中国大陆的云南等地。该物种的模式产地在越南。